# Orthocephalus saltator
Orthocephalus saltator is een wants uit de familie van de blindwantsen (Miridae). De soort werd het eerst wetenschappelijk beschreven door Carl Wilhelm Hahn in 1835.

## Uiterlijk
De glanzende zwarte wants kan zowel kortvleugelig (brachypteer) als langvleugelig (macropteer) zijn. De langvleugelige langwerpig gevormde variant kan 4 tot 6 mm lang worden en het betreft dan meestal de mannetjes terwijl er ook langvleugelige vrouwtjes voorkomen. Het vrouwtje is echter meestal kortvleugelig, kan 3,5 tot 4,5 mm lang worden en is meer ovaal gevormd. Het lichaam is bedekt met zilverwitte haartjes. De antennes zijn zwart en de top van het tweede segment is enigszins verdikt. Ook de pootjes zijn zwart met uitzondering van de bruine schenen. Hiermee kan de wants goed springen.

## Vergelijkbare soorten
Orthocephalus saltator lijkt sterk op Orthocephalus coriaceus. De kleur van de schenen is verschillend. Orthocephalus saltator kan ook in vochtiger biotopen gevonden worden terwijl Orthocephalus coriaceus droge, kruidenrijke biotopen verkiest.

## Leefwijze
De volwassen wantsen worden van mei tot september gevonden op planten uit de composietenfamilie (Asteraceae) zoals muizenoor (Hieracium pilosella). De soort kent één generatie per jaar en de wants komt als eitje de winter door.

## Leefgebied
De wants is algemeen in heel Nederland, behalve in Flevoland. Verder strekt het verspreidingsgebied zich uit van Europa, Noord-Afrika, Azië tot aan Siberië en is de soort ook versleept naar Noord-Amerika.